# Condylarthra
Ordenen Condylarthra er forfædre til alle hovdyr. De havde fem tæer på hver fod med små, kraftige negle.